# دون كاتس (لاعب هوكي الجليد)
دون كاتس هو لاعب هوكي الجليد كندي، ولد في 24 فبراير 1956 في إدمونتون في كندا.

## وصلات خارجية
- دون كاتس على موقع دوري الهوكي الوطني (الإنجليزية)
- دون كاتس على موقع قاعة مشاهير الهوكي (لاعب أن.إتش.أل) (الإنجليزية)
- دون كاتس على موقع EliteProspects.com (الإنجليزية)
- دون كاتس على موقع Eurohockey.com (الإنجليزية)
- دون كاتس على موقع HockeyDB.com (الإنجليزية)